# Castillo del Hierro
El castillo del Hierro, también conocido como castillo de Hoya del Castillo, es una fortificación situada en el municipio español de Pruna, en la provincia de Sevilla, comunidad autónoma de Andalucía. Sus restos cuentan con la protección de Bien de Interés Cultural desde 1985.

## Descripción
Se han localizado restos arqueológicos de un poblado túrdulo en el área sobre la que actualmente se levanta el castillo. En la Edad Media la localidad de Pruna se encontraba situada en la zona de la Banda Morisca, por lo que la Atalaya ya existente fue reforzada por los musulmanes con una pequeña muralla para defenderse del ataque de las tropas castellanas. El Castillo del Hierro se encuentra situado en lo alto de un cerro rocoso, circunstancia que reforzaba su carácter defensivo en tiempos bélicos. Desde la fortaleza se divisan unas vistas de gran riqueza paisajística.